# Крандел
Крандел (фр. Crandelles) насеље је и општина у централној Француској у региону Оверња, у департману Кантал која припада префектури Оријак.
По подацима из 2011. године у општини је живело 726 становника, а густина насељености је износила 58,27 становника/km². Општина се простире на површини од 12,46 km². Налази се на средњој надморској висини од 620 метара (максималној 744 m, а минималној 569 m).

## Демографија
| 1962. | 1968. | 1975. | 1982. | 1990. | 1999. | 2011. |
| ----- | ----- | ----- | ----- | ----- | ----- | ----- |
| 312   | 338   | 346   | 470   | 560   | 598   | 726   |

График промене броја становника у току последњих година